# Le Petit-Celland
Le Petit-Celland ist eine französische Gemeinde mit 175 Einwohnern (Stand: 1. Januar 2022) im Département Manche in der Region Normandie. Sie gehört zum Arrondissement Avranches und zum Kanton Isigny-le-Buat. 
Nachbargemeinden sind Vernix im Nordwesten, Brécey im Nordosten, Le Grand-Celland im Südosten, Saint-Ovin im Südwesten und Tirepied-sur-Sée im Westen.

## Bevölkerungsentwicklung
| Jahr      | 1962 | 1968 | 1975 | 1982 | 1990 | 1999 | 2008 | 2018 |
| --------- | ---- | ---- | ---- | ---- | ---- | ---- | ---- | ---- |
| Einwohner | 292  | 244  | 215  | 194  | 153  | 161  | 180  | 178  |

## Sehenswürdigkeiten

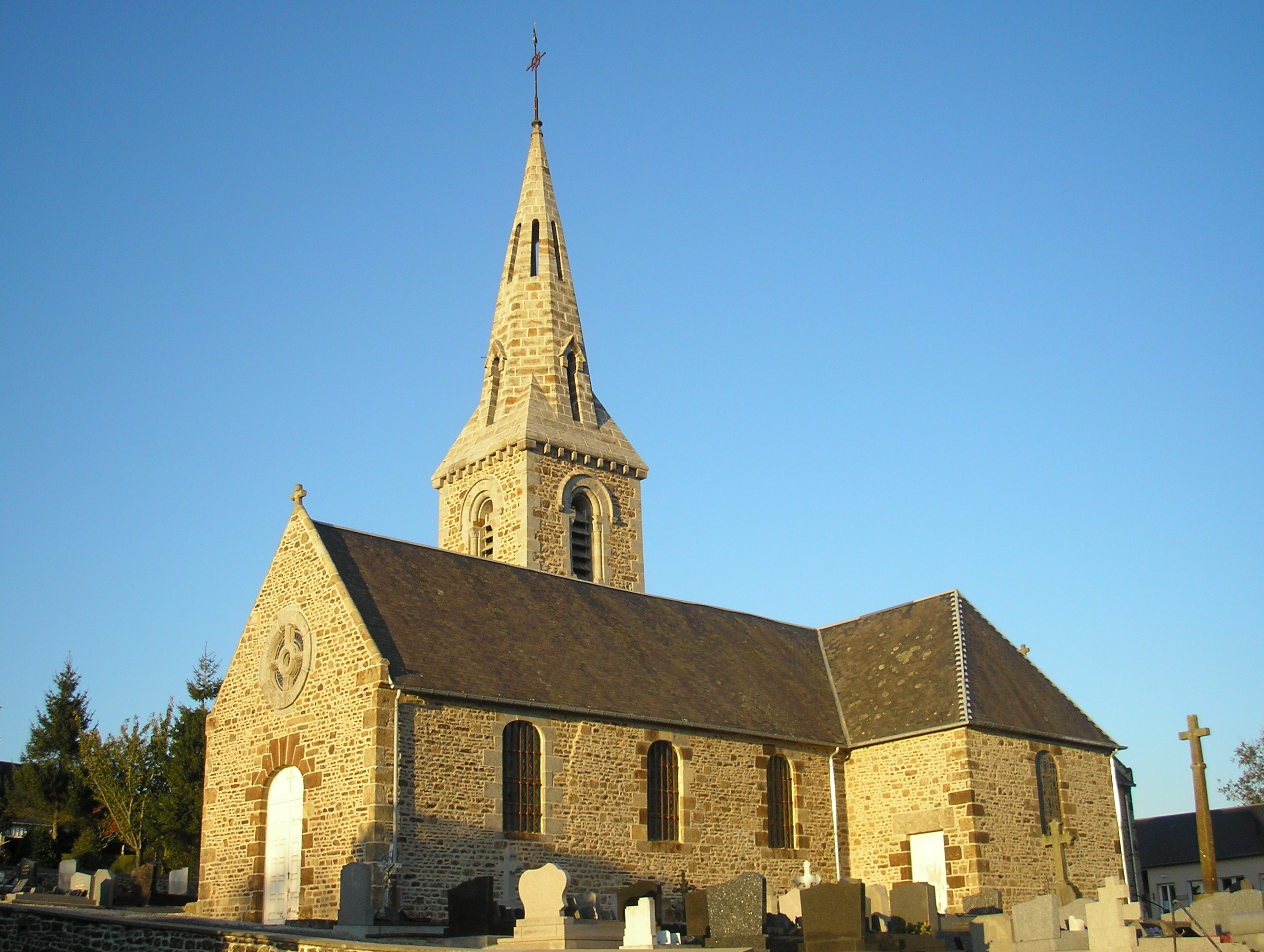
Kirche Saint-Ouen
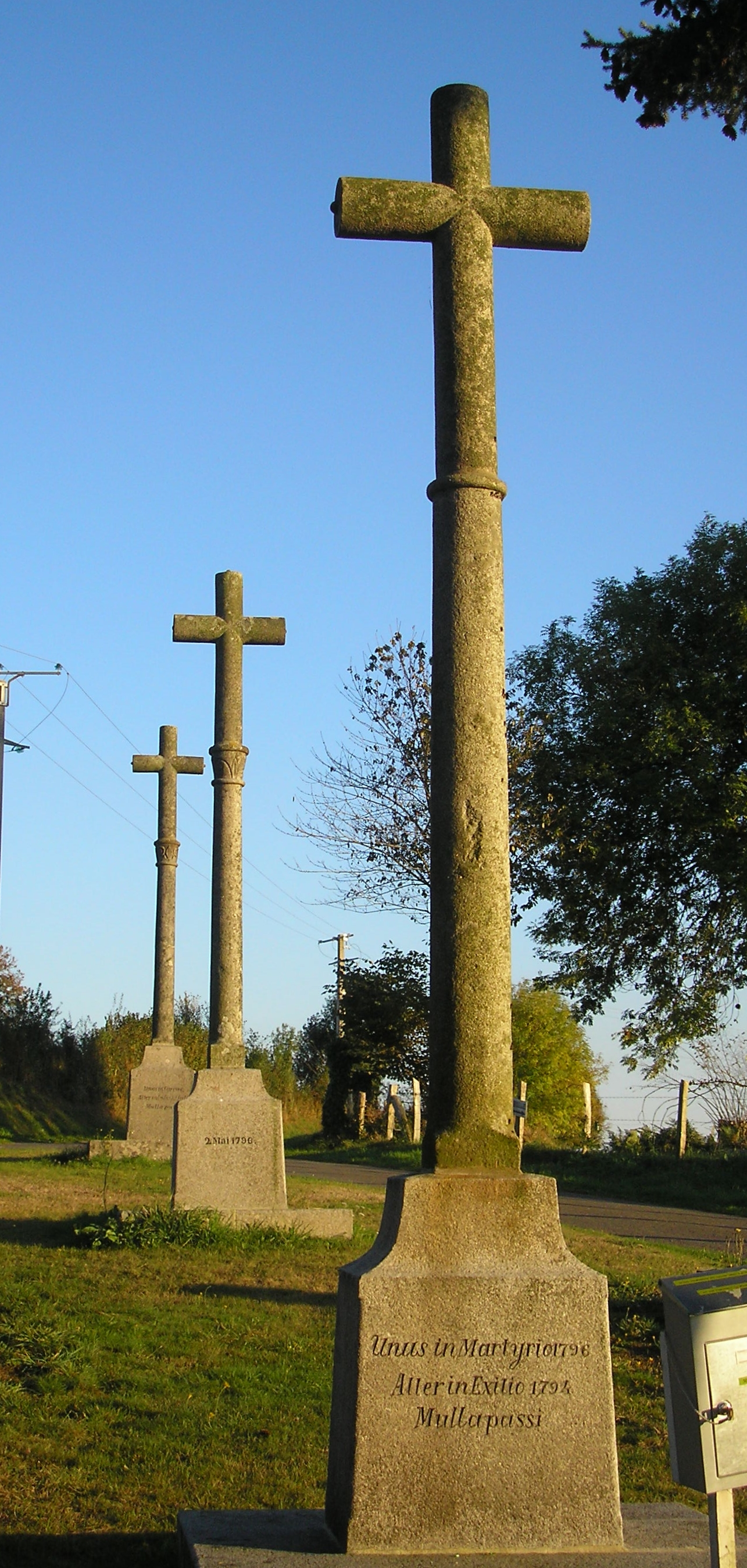
Flurkreuze

- Kirche Saint-Ouen
- Drei der Flurkreuze